# Манчено Кахас, Карлос
Карлос Манчено Кахас (исп. Carlos Mancheno Cajas, 9 октября 1902 — 11 октября 1996) — эквадорский военный, президент Эквадора.

## Биография
Родился в 1902 году в Риобамба, его родителями были Карлос Манчено Чирибога и Виктория Кахас Гонсалес.
Был министром обороны в кабинете Хосе Марии Веласко. В связи с низкой популярностью президента и неминуемой сменой министра обороны Манчено устроил переворот, вынудив Веласко издать указ о передаче исполнительной власти в руки министра обороны. Так как согласно действующей конституции в случае неспособности президентом исполнять свои полномочия власть переходила к вице-президенту, Манчено на следующий день объявил о введение в действие Конституции 1906 года, упразднил пост вице-президента и пообещал созвать Конституционную Ассамблею.
Значительная часть военных не поддержала диктатуру Манчено, и всего через 8 дней он был свергнут. Манчено укрылся на территории посольства Венесуэлы, а власть взял в свои руки триумвират, состоящий из Умберто Альборноса, Альфонсо Ларреа Альбы и Луиса Мальдональдо Тамайо, который немедленно передал её восстановленному в своей должности вице-президенту Мариано Суаресу.